# Katy Jurado
Katy Jurado (Guadalajara, 1924. január 16. – Cuernavaca, 2002. július 5.) Golden Globe-díjas mexikói színésznő. 
Karrierjét Mexikóban kezdte, majd 1951-ben a The Bullfighter and the Lady című film révén az amerikai filmipar is beszippantotta. Jurado gyakran játszott latina, spanyol vagy kisebbségi etnikumú hölgyeket. Legismertebb szerepei a Délidő és Az apacsok nyila. A kettétört lándzsa című filmben apró mellékszerepéért kapott Golden Globe-díjat. 
A hetvenes évektől csak elvétve szerepelt amerikai produkciókban, és inkább Mexikóban maradt. A kilencvenes években két mexikói sorozat, Más allá del puente és a Te sigo amando állandó szereplője volt.

## Élete és pályafutása
María Cristina Estela Marcela Jurado García a mexikói Guadalajarában született jómódú családban. Apja andalúziai spanyolok leszármazottja volt. Családjával 1927-ben Mexikóvárosba költözött, miután a mexikói polgárháborúban elvesztették a birtokukat. Jurado újságírónak tanult és helyezkedett el, majd felkeltette Emilio Fernandez rendező figyelmét, aki szerepet ajánlott neki a La Isla de la Pasión című filmben, de ő visszautasította a felkérést.
Jurado 1943-tól kezdett el színésznőként mexikói filmekben dolgozni, első filmje a No Matarás volt. Olyan sztárokkal szerepelt együtt, mint Carmen Montejo, Maria Elena Marques és David Silva. Első sikerét 1945-ben aratta a Balajú című filmmel. 1948-ban a Nosotros Los Pobres című filmben nyújtott alakítása hozta meg számára a hírnevet, a jól ismert mexikói színész, Pedro Infante oldalán. Infantéval még egyszer együtt dolgozott az El Seminarista című filmben. 1951-ben a Cárcel de Mujeres című filmben szerepelt a spanyol Sara Montiel oldalán, majd beválogatták első amerikai filmjébe, a Bullfighter and the Lady-be. 1952-ben Golden Globe-díjat nyert Fred Zinneman Délidő című filmdrámájában nyújtott alakításáért, amiben Gary Cooper voltpárját játszotta. Jurado hollywoodi sikerei ellenére folytatta mexikói karrierjét is. 1953-ban szerepelt Luis Buñuel El Bruto című kasszasikerében, amiért a mexikói Oscar-díjjal, az Ariel-díjjal jutalmazták. Ugyanebben az évben Az apacsok nyila című produkcióban volt látható Charlton Heston oldalán. 
1954-ben Spencer Tracy feleségét játszotta el A kettétört lándzsa című amerikai filmben, amiért Oscar-díjra jelölték. 1956-ban Burt Lancaster társa volt a Trapézban, 1961-ben pedig Marlon Brando oldalán volt látható A félszemű Jack című filmben. Az 1960-as években visszatért a mexikói moziba, és szerepet kapott a La Bandida című filmben María Félixszel. Habár később még visszatért Amerikába, vendégszerepelt sorozatokban, és olyan filmekben, mint Pat Garrett és Billy, a kölyök, Under the Volcano és a Hi-Lo Country, Jurado életét Mexikóban töltötte. 
Az 1970-es években Jurado olyan filmekben valósította meg legemlékezetesebb alakításait, mint a Fé, Esperanza y Caridad, a Los Albañiles, a mexikói-amerikai Sanchez gyermekei című produkció Anthony Quinn-nel és Dolores del Ríóval, valamint az Arturo Ripstein által rendezett La Seducción. 
Az 1990-es években állandó szereplője volt két mexikói sorozatnak, a Más allá del puente-nek és a Te sigo amandonak. Jurado utolsó alakítása 2002-ben volt az Un secreto de Esperanza című filmben. 

### Magánélete
1939-ben feleségül ment Víctor Velázquezhez, akitől egy lánya és egy fia született. 1943-ig tartott a házasságuk. 1959-ben házasságot kötött Ernest Borgnine Oscar-díjas színésszel, akitől 1963-ban elvált.

## Filmográfia

### Színpadi alakításai a Broadwayen
Az Internet Broadway Database nyilvántartott előadásainak száma: 1
- 1956: The Best House in Naples – Filomena Marturano (Lyceum Theatre)

### Filmek
| Év   | Cím                                                          | Szerep                    | Magyar hang                                                                          |
| ---- | ------------------------------------------------------------ | ------------------------- | ------------------------------------------------------------------------------------ |
| 1943 | No matarás                                                   | Susana                    |                                                                                      |
| 1943 | Girls Boarding School                                        | ?                         |                                                                                      |
| 1944 | La vida inútil de Pito Pérez                                 | Soledad                   |                                                                                      |
| 1944 | Balajú                                                       | Lola                      |                                                                                      |
| 1945 | Bartolo toca la flauta                                       | Cleo                      |                                                                                      |
| 1945 | La sombra de Chucho el Roto                                  | Elisa                     |                                                                                      |
| 1945 | Soltera y con gemelos                                        | Gloria                    |                                                                                      |
| 1946 | Rosa del Caribe                                              | ?                         |                                                                                      |
| 1946 | La viuda celosa                                              | ?                         |                                                                                      |
| 1946 | Guadalajara pues                                             | Rosita                    |                                                                                      |
| 1948 | Nosotros los pobres                                          | a hölgy, aki későn kel    |                                                                                      |
| 1948 | El último chinaco                                            | Conchita                  |                                                                                      |
| 1949 | Hay lugar para... dos                                        | Kitty (Amalia R. Legazpi) |                                                                                      |
| 1949 | La casa embrujada                                            | ?                         |                                                                                      |
| 1949 | Prisión de sueños                                            | ?                         |                                                                                      |
| 1949 | El seminarista                                               | Rosario (Chayito)         |                                                                                      |
| 1950 | Cabellera blanca                                             | Luisa del Valle           |                                                                                      |
| 1950 | El sol sale para todos                                       | ?                         |                                                                                      |
| 1951 | Bullfighter and the Lady                                     | Chelo Estrada             |                                                                                      |
| 1951 | Cárcel de mujeres                                            | Lupe                      |                                                                                      |
| 1952 | Délidő (High Noon)                                           | Helen Ramírez             | 1. változat: Kánya Kata 2. változat: Andresz Kati                                    |
| 1952 | Mujer de medianoche                                          | Carmela                   |                                                                                      |
| 1953 | El bruto                                                     | Paloma                    |                                                                                      |
| 1953 | San Antone                                                   | Mistania Figueroa         |                                                                                      |
| 1953 | Az apacsok nyila (Arrowhead)                                 | Nita                      | Spilák Klára                                                                         |
| 1953 | Sword of Granada                                             | Lolita                    |                                                                                      |
| 1954 | A kettétört lándzsa (Broken Lance)                           | Señora Devereaux          | n.a                                                                                  |
| 1954 | Tehuantepec                                                  | Clara                     |                                                                                      |
| 1955 | The Racers                                                   | Maria Chávez              |                                                                                      |
| 1955 | Trial                                                        | Consuela Chavez           |                                                                                      |
| 1956 | Trapéz (Trapeze)                                             | Rosa O'Flynn              | 1. változat: Géczy Dorottya 2. változat: Kocsis Judit 3. változat: Zborovszky Andrea |
| 1956 | A Del Rio-i ember (Man from Del Rio)                         | Estella                   | Zborovszky Andrea                                                                    |
| 1957 | Dragoon Wells Massacre                                       | Mara Fay                  |                                                                                      |
| 1958 | The Badlanders                                               | Anita                     |                                                                                      |
| 1961 | A félszemű Jack (One-Eyed Jacks)                             | Maria Longworth           | 1. változat: Zsolnai Júlia 2. változat: Menszátor Magdolna                           |
| 1961 | Y Dios la llamó Tierra                                       | Martha                    |                                                                                      |
| 1961 | I briganti italiani                                          | Assunta Carbone           |                                                                                      |
| 1961 | Barabás (Barabbas)                                           | Sára                      | 1. változat: Martin Márta 2. változat: Kocsis Mariann                                |
| 1962 | La bandida                                                   | veracruzi lakos           |                                                                                      |
| 1966 | Smoky                                                        | Maria                     |                                                                                      |
| 1966 | High Noon: The Clock Strikes Noon Again                      | Helen Ramirez             |                                                                                      |
| 1967 | A Covenant with Death                                        | Eulalia Lewis             |                                                                                      |
| 1968 | Stay Away, Joe                                               | Annie Lightcloud          |                                                                                      |
| 1969 | Any Second Now                                               | Señora Vorhis             |                                                                                      |
| 1969 | Un hombre solo                                               | ?                         |                                                                                      |
| 1969 | La puerta y la mujer del carnicero                           | ?                         |                                                                                      |
| 1970 | Faltas a la moral                                            | Lilia, Chelo testvére     |                                                                                      |
| 1970 | The Bridge in the Jungle                                     | Angela / a boszorkány     |                                                                                      |
| 1971 | The Boy and the Turtle                                       | ?                         |                                                                                      |
| 1971 | A Little Game                                                | Laura                     |                                                                                      |
| 1971 | The Fearmaker                                                | Sara Verdugo              |                                                                                      |
| 1973 | Pat Garrett és Billy, a kölyök (Pat Garrett & Billy the Kid) | Mrs Baker                 | Zsolnai Júlia                                                                        |
| 1973 | Once Upon a Scoundrel                                        | Delfina néni              |                                                                                      |
| 1974 | Fe, esperanza y caridad                                      | Eulogia                   |                                                                                      |
| 1976 | Pantaleon és a hölgyvendégek (Pantaleon)                     | Chuchupe                  | Pécsi Ildikó                                                                         |
| 1976 | Los albañiles                                                | Josefina                  |                                                                                      |
| 1978 | El recurso del método                                        | polgármester              |                                                                                      |
| 1978 | Sanchez gyermekei (The Children of Sanchez)                  | Chata                     | n.a                                                                                  |
| 1979 | La viuda de Montiel                                          | Mama Grande               |                                                                                      |
| 1981 | Evita Peron                                                  | Doña Juana                |                                                                                      |
| 1981 | Seduction                                                    | Isabel                    |                                                                                      |
| 1981 | D.F./Distrito Federal                                        | Solterona                 |                                                                                      |
| 1981 | Barrio de campeones                                          | Doña Leonor               |                                                                                      |
| 1984 | Under the Volcano                                            | Señora Gregoria           |                                                                                      |
| 1998 | Divine                                                       | Mamá Dorita               |                                                                                      |
| 1998 | Hi-Lo Country (The Hi-Lo Country)                            | Meesa                     | Bokor Ildikó                                                                         |
| 2002 | Un secreto de Esperanza                                      | Esperanza                 |                                                                                      |

### Televíziós sorozatok
| Év      | Cím                     | Szerep                           | Évad (S) és/vagy epizód (E) száma |
| ------- | ----------------------- | -------------------------------- | --------------------------------- |
| 1952    | Mr & Mrs North          | Lolita Alvarez                   | S1E05                             |
| 1953    | Chevron Theatre         | ?                                | S2E45                             |
| 1956    | Climax!                 | Margo Nieto                      | S2E21                             |
| 1957    | Playhouse 90            | Monica nővér                     | S1E30                             |
| 1959    | The Rifleman            | Julia Andueza                    | S1E22                             |
| 1960    | The Westerner           | Carlotta                         | S1E09                             |
| 1962    | Death Valley Days       | La Tules/Maria Gertrudis Barceló | S10E26                            |
| 1962    | The Eleventh Hour       | Rose Ramirez                     | S1E05                             |
| 1970    | The Virginian           | Mama Fe                          | S9E02                             |
| 1972    | Alias Smith and Jones   | Carlotta                         | S3E03                             |
| 1977    | Baretta                 | Rosa Canzone                     | S3E17                             |
| 1979    | Tales of the Unexpected | a nő                             | S1E01                             |
| 1984    | a.k.a. Pablo            | Rosa Maria Rivera                | S1E01–E06                         |
| 1985    | Lady Blue               | Doña Maria Theresa               | S1E01                             |
| 1993–94 | Más allá del puente     | az esküdt/La Jurada              | 100 epizód                        |
| 1996–97 | Te sigo amando          | Justina                          | 115 epizód                        |

## Díjak és jelölések
| Esemény               | Film                           | Díj              | Kategória                    | Eredmény |
| --------------------- | ------------------------------ | ---------------- | ---------------------------- | -------- |
| Ariel Awards (1954)   | El bruto                       | Silver Ariel     | legjobb női mellékszereplő   | Elnyerte |
| 10. Golden Globe-gála | Délidő                         | Golden Globe-díj | legjobb feltörekvő színésznő | Jelölve  |
| 10. Golden Globe-gála | Délidő                         | Golden Globe-díj | legjobb női mellékszereplő   | Elnyerte |
| 27. Oscar-gála        | A kettétört lándzsa            | Oscar-díj        | legjobb női mellékszereplő   | Jelölve  |
| Ariel Awards (1974)   | Fe, esperanza y caridad        | Silver Ariel     | legjobb női főszereplő       | Elnyerte |
| Ariel Awards (1982)   | La seducción                   | Silver Ariel     | legjobb női főszereplő       | Jelölve  |
| Ariel Awards (1997)   |                                | Golden Ariel     | különdíj                     | Elnyerte |
| Ariel Awards (1999)   | El evangelio de las maravillas | Silver Ariel     | legjobb női mellékszereplő   | Elnyerte |

## További információ
- Katy Jurado a PORT.hu-n (magyarul)
- Katy Jurado az Internet Movie Database-ben (angolul)